# حبی‌گنج-۱
حبی‌گنج-۱ (به لاتین: Habiganj-1) یک منطقهٔ مسکونی در بنگلادش است که در ناحیه هبی‌گنج واقع شده‌است.